# Cmentarz parafii pw. św. Izydora w Markach
Cmentarz parafii pw. św. Izydora w Markach lub cmentarz w Markach – cmentarz katolicki położony na terenie miasta Marki w powiecie wołomińskim, w woj. mazowieckim. Cmentarz znajduje się przy ul. Księdza Biskupa Władysława Bandurskiego w Markach i częściowo w granicach warszawskiej dzielnicy Białołęka. Cmentarzem zarządza parafia św. Izydora w Markach.

## Historia
W 1899 rozpoczęły się starania u władz carskich o utworzenie cmentarza w Markach na potrzeby miejscowej społeczności. Ziemie pod przyszły cmentarz ofiarował Edward Briggs, a w ślad za nim Karol Borkowski i Marianna Zawisza. W 1915 odbyły się pierwsze oględziny terenów przeznaczonych pod cmentarz, zaś w lipcu 1917 drugie. 20 października 1917 erygowano nowo powstałą parafię św. Izydora w Markach i poświęcono cmentarz, a zaraz potem miał miejsce pierwszy pochówek.
Po 1945 roku cmentarz parafialny w Markach nabrał cech cmentarza komunalnego. Do 2009 odbyło się na cmentarzu 15 tys. pochówków.
W 2006 ówczesny proboszcz parafii św. Izydora samowolnie powiększył cmentarz o grunt należący do Lasów Państwowych i znajdujący się już w granicach warszawskiej dzielnicy Białołęka (parafia starała się o zwrot tego gruntu przed Komisją Majątkową przy MSWiA). W 2018 przedstawiciele władz dzielnicy Białołęka deklarowali, iż dzielnica rozważa utworzenie od strony Warszawy – cmentarza komunalnego sąsiadującego bezpośrednio z cmentarzem w Markach. Pomysł ten pojawił się już w 2010 i wówczas władze dzielnicy deklarowały, iż cmentarz ten miałby charakter cmentarza leśnego z zachowaniem okolicznych drzew.
Na cmentarzu zostało pochowanych między innymi 40 nieznanych żołnierzy poległych w bitwie z bolszewikami w 1920 r.

## Znane osoby pochowane na cmentarzu
- Józef Jaroń (1933–2023) – polski filozof i etyk, profesor uczelni[6]
- Jerzy Mieciński (1929–2022) – polski działacz harcerski i kombatancki, członek Szarych Szeregów, uczestnik powstania warszawskiego[7][8][9], komendant kręgu "Zamek" Stowarzyszenia Szarych Szeregów[potrzebny przypis]
- Jacek Ochman (zm. 2022) – polski działacz sportowy, prezes klubu Znicz Pruszków (2015–2021)[10]